# Autoroute A 19
Die Autoroute A 19, auch als Éco-autoroute bezeichnet, ist eine französische Autobahn zwischen der A 5 und der A 10. Sie verläuft dabei zwischen Sens im Département Yonne und Artenay im Département Loiret. Ihre Länge beträgt insgesamt 130 km. Auf dem Abschnitt zwischen der A 10 und der A 6 verläuft die Europastraße 60 auf ihr, zwischen der A 6 und der A 5 die Europastraße 511.

## Geschichte
- 1993: Eröffnung des Abschnitts von der A 5 bis zur Abfahrt 1
- 1997: Eröffnung des Abschnitts von der Abfahrt 1 bis zur A 6
- 2009: Eröffnung des Abschnitts von der A 6 bis zur A 10

## Städte an der Autobahn
- Sens
- Courtenay
- Montargis
- Pithiviers
- Artenay

## Interessantes
Wenige Kilometer vor der Mündung in die A 10 nahe Chevilly kreuzt die Autobahn eine frühere Versuchsstrecke des eingestellten Aérotrain-Projektes. Diese wurde für den Bau der A 19 auf einer Länge von 120 m abgetragen. Die verbleibende Anlage ist auf beiden Seiten der Autobahn gut zu sehen.